# Civiltà
Il termine civiltà, proveniente dal latino civilĭtas, a sua volta derivato dall'aggettivo civilis, cioè attinente al civis («cittadino») e alla civitas («città»), indicava l'insieme delle qualità e delle caratteristiche materiali, culturali e spirituali di una comunità, che spesso venivano contrapposte al concetto di barbarie. Il termine voleva inoltre distinguere l'organizzazione democratica dello Stato civile da quella individualistica ed autarchica della vita nelle campagne. In tal senso la civiltà risultava definita dall'uso di buone maniere cittadine contrapposte alla rusticitas, la rozzezza degli abitanti della campagna.

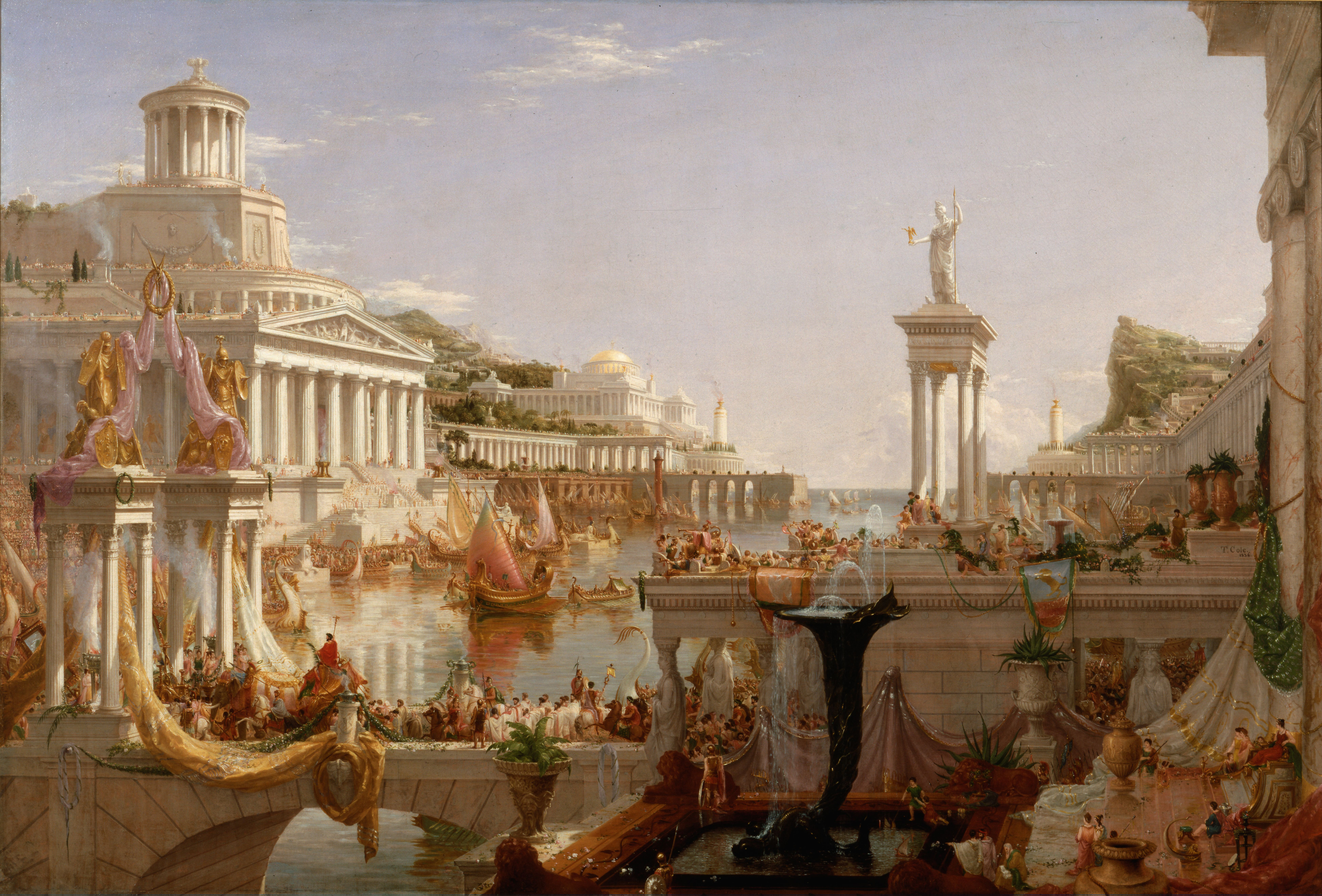
Il corso dell'Impero, di Thomas Cole (1836).

In un'accezione più moderna e generale, il termine civiltà fa riferimento sia a un esito (come ad esempio all'insieme di tutele dei diritti umani e del contesto sociale ed etico messe in atto da un paese, e quindi dalla maggioranza della popolazione che lo compone) sia a un processo (ad esempio l'evoluzione dei processi tecnologici, economici e sociali).

## Storia del significato

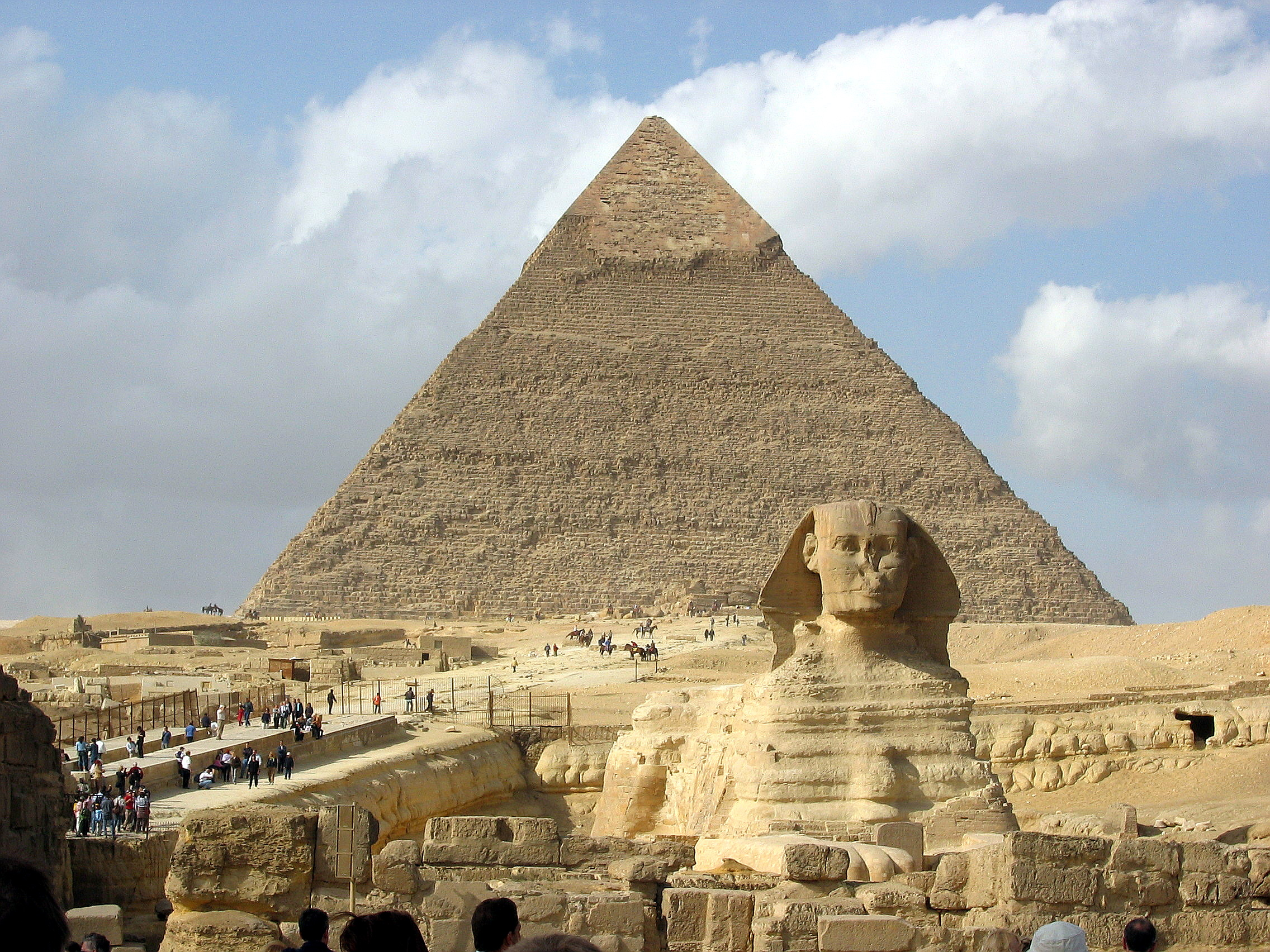
L'Antico Egitto è un classico esempio di antica civiltà.

Con i primi due significati il termine passò nella lingua italiana nel Trecento. A partire dal Rinascimento, il significato iniziò ad includere un giudizio di valore, relativo alla superiorità del proprio modo di vita, considerato più progredito, rispetto a quello di altre e differenti culture, sia antiche, sia extraeuropee, la conoscenza delle quali si andava diffondendo in tutta Europa. Avvicinandosi molto al termine di "cultura" cominciò inoltre ad indicare le caratteristiche (idee, valori, tradizioni) proprie di un popolo in un particolare momento della sua storia. 

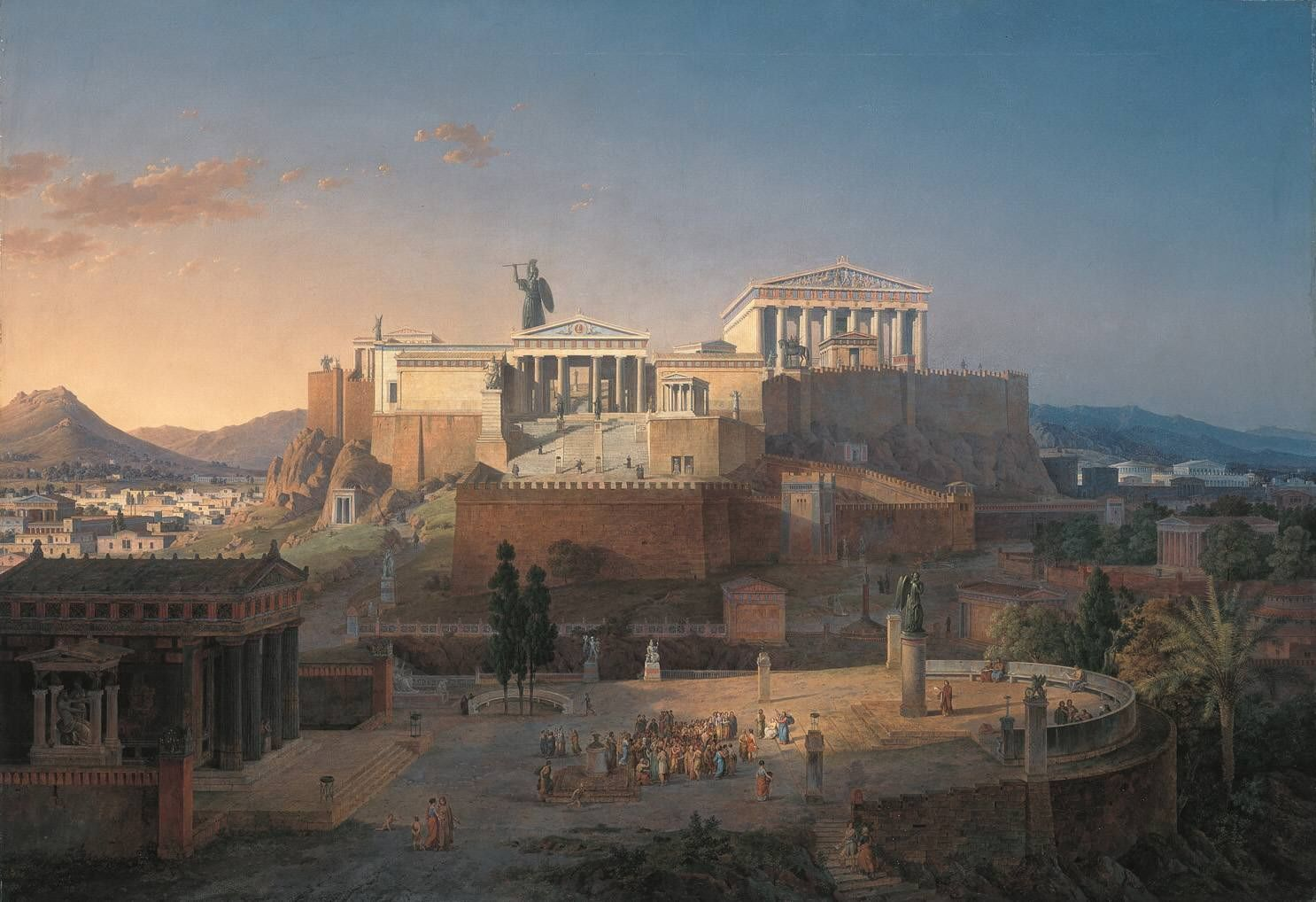
La civiltà dell'antica Atene in una ricostruzione ideale di Leo von Klenze, 1846 (Neue Pinakothek, Monaco di Baviera).

In italiano il termine indica attualmente l'insieme degli aspetti culturali e di organizzazione politica e sociale di una popolazione; un significato affine indica invece lo stadio a cui una certa popolazione si trova in un determinato momento e si collega alla vecchia idea di una continua evoluzione verso forme sempre più alte di progresso sociale e tecnologico. Nel primo significato il termine civiltà è quasi sinonimo di "cultura", nell'accezione riguardante il patrimonio delle realizzazioni artistiche e scientifiche di un popolo in una determinata epoca (in senso antropologico l'insieme delle manifestazioni della vita spirituale e materiale di una comunità). Nel secondo significato invece se ne differenzia tenendo ad assumere un significato più universale, di generale progresso dell'umanità.
- In francese il significato dei due termini, affine a quello italiano, tende ad assumere, a partire dall'Illuminismo, una più accentuata contrapposizione al concetto di "naturale", includendo ogni creazione e realizzazione umana.
- In inglese, mentre il termine culture ha un significato affine a quello dell'italiano "cultura", civilization tende ad indicare uno specifico tipo di cultura, basato sull'introduzione dell'agricoltura intensiva, la presenza di città, istituzioni formali e un'autorità centrale, che pur prescindendo da un giudizio di valore, può essere attribuito a certe culture e non ad altre.
- In tedesco il termine Kultur tende piuttosto ad indicare l'espressione dei valori naturali e istintivi dell'essere umano, mentre il termine Zivilisation l'insieme delle norme e dei comportamenti, di carattere più convenzionale, o anche delle capacità tecnologiche e materiali, in quanto tali trasmissibili.

### Diversi significati del termine

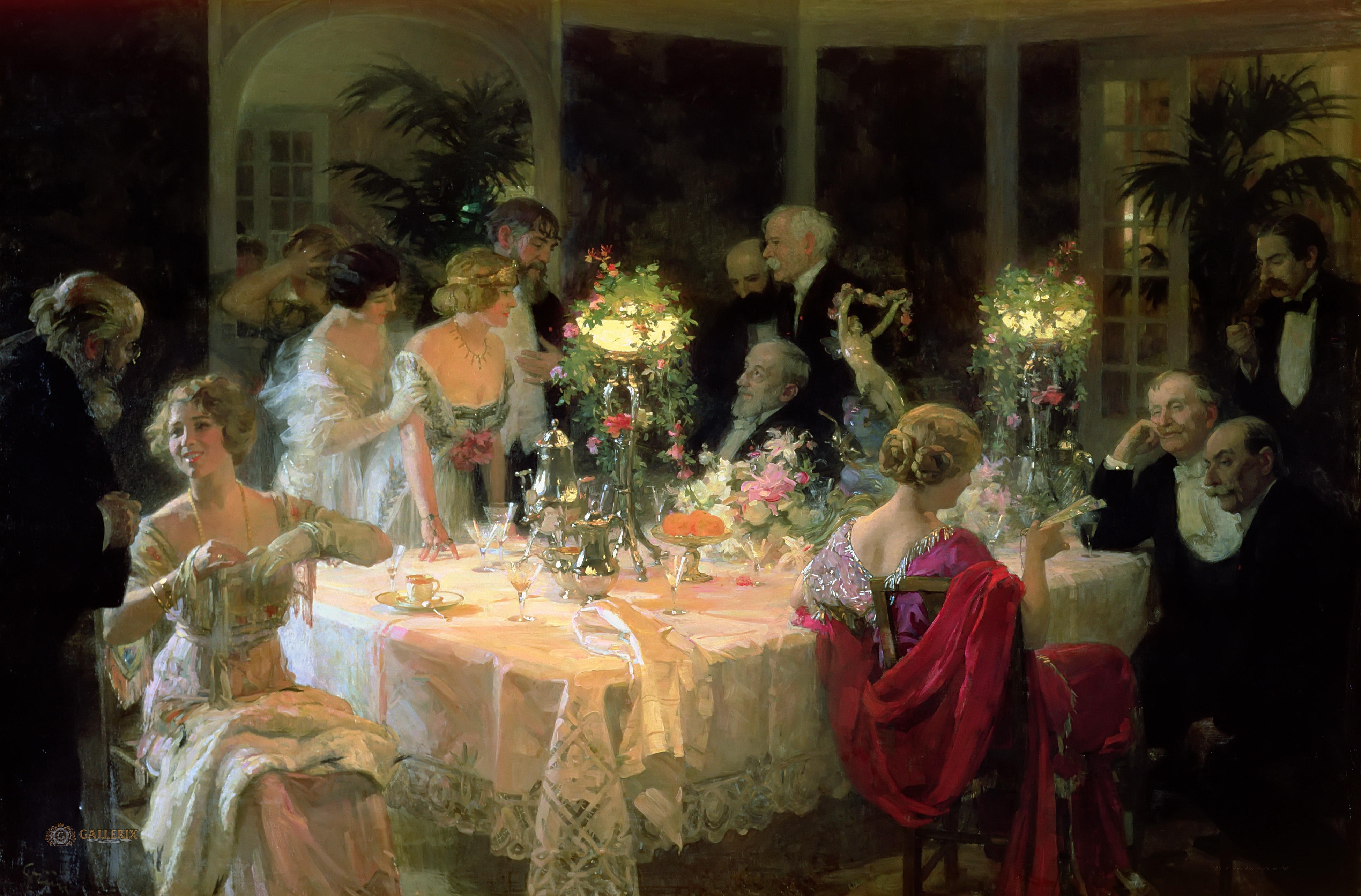
L'emergere delle buone maniere a tavola e di altre forme di galateo è presentato come una delle caratteristiche della società civile da Norbert Elias in Il processo di civilizzazione (1939). Fin de souper di Jules-Alexandre Grün (1913).

Molti antropologi del XIX secolo credevano nel concetto dell'evoluzione culturale, secondo il quale i popoli hanno la naturale tendenza a progredire da uno stato primitivo ad uno civilizzato. A questi concetti si riferisce la classificazione di John Wesley Powell delle culture in "selvagge", "barbare" e "civilizzate".
Ralph Waldo Emerson, in Civilizzazione constatava l'inevitabile estinzione dei popoli che non accettavano di stare al passo con i tempi e la tecnologia, che rifiutavano l'innovazione in senso lato, sia tecnologica sia spirituale.
Questa concezione, che rappresentò la giustificazione teorica del colonialismo europeo è stata successivamente superata dal relativismo culturale, secondo il quale i valori e i modi di una cultura non possono essere giudicati al di fuori di quella cultura (Franz Boas). Le differenti culture non vengono più contrapposte in una scala di valori, tra "civilizzate" (nel senso anglosassone di civilization) e "non civilizzate". Anche per questo motivo si tende nel mondo anglosassone a sostituire il termine di "civilization" con quello di "society" ("società").
Le civiltà tendono ad espandersi e ad influenzare altre culture o ad assimilarle. Molti storici hanno trattato di queste ampie sfere culturali, che contengono al loro interno vari popoli e culture, considerando le civiltà come unità singole. Un esempio di questo approccio si trova nel filosofo degli inizi del Novecento Oswald Spengler, che sosteneva che ogni civiltà possiede un simbolo culturale principale unico, e subisce, in analogia con gli organismi viventi, un ciclo di nascita, vita, declino e morte, per venire quindi soppiantata da un'altra civiltà, con una nuova cultura in espansione, nata intorno ad un nuovo simbolo culturale.
Questo concetto di civiltà come "cultura unificata" ha influenzato anche le teorie storiche di Arnold J. Toynbee, alla metà del XX secolo, che studiò il processo di civilizzazione nell'opera in dodici volumi A Study of History. Il declino di una civiltà è dovuto soprattutto al declino morale o religioso, piuttosto che a ragioni economiche o ambientali. Vengono identificate 26 "civiltà"
Samuel P. Huntington ha definito la civiltà come il più ampio raggruppamento culturale riferibile al concetto di identità culturale di un insieme di persone, e in breve ciò che distingue gli esseri umani dalle altre specie animali. Secondo questo autore i conflitti dell'attuale XXI secolo saranno dovuti allo "scontro di civiltà", in cui si riveleranno determinanti le differenze culturali, piuttosto che i contrasti di natura ideologica, politica od economica tra i diversi stati.
Altri studiosi, utilizzando la teoria degli insiemi, definiscono la civiltà come un sistema complesso, o più precisamente come la rete di città che emerge dalle culture pre-urbane, e che sono definite dalle reciproche interazioni in campo economico, politico, militare e diplomatico, e infine culturale. Diversi teorici sostengono che attualmente il mondo intero si sta integrando in un sistema complesso mondiale, fenomeno conosciuto con il termine di globalizzazione, sebbene diverse civiltà e società siano tra loro del tutto indipendenti economicamente; o politicamente; o persino culturalmente.
Si discute di quale sia la natura di questa integrazione globale, e contemporaneamente di quale sia l'elemento chiave che permetta di identificare una civiltà (culturale, tecnologica, economica, politica o militare e diplomatica). David Wilkinson ha suggerito che l'integrazione militare e diplomatica riscontrabile nella civiltà egiziana e nella civiltà mesopotamica diede luogo alla cosiddetta "Civiltà centrale" intorno al 1500 AC, che più tardi si espanse ad includere tutto il Medio Oriente e l'Europa e si è successivamente diffusa, con il fenomeno del colonialismo europeo, nell'America, in Australia, in Cina e in Giappone. Secondo Wilkinson, infatti, le civiltà possono essere anche culturalmente eterogenee. Altri studiosi individuano invece nelle Crociate il primo passo nel processo di globalizzazione. In quest'ambito, Noam Chomsky ha descritto un secolo e mezzo di civiltà occidentale, a partire dalla colonizzazione europea, come lo sviluppo e la decadenza dell'"impero occidentale", in cui il termine di empire viene sostituito a quello di "civilization".
Altri ancora focalizzando l'attenzione sullo sviluppo tecnologico sottolineano come la civiltà industriale stia via via soppiantando globalmente la precedente civiltà agraria e viene ipotizzata un'ulteriore trasformazione relativa alla società dell'informazione. La "scala di Kardashev" classifica le civiltà sulla base del loro stadio tecnologico, principalmente misurando la quantità di energia che sono in grado di utilizzare.
La civiltà, intesa come sviluppo tecnologico, è stata anche considerata in modo negativo: i movimenti religiosi tendono a contrastarla per l'importanza che viene attribuita ai valori materiali a spese di quelli spirituali. Karl Marx vedeva invece l'inizio della civilizzazione, con la divisione del lavoro e l'organizzazione sociale, collegato all'inizio della gerarchizzazione e dello sfruttamento. Alcuni movimenti femministi l'hanno identificata con l'inizio della dominazione maschile sulla donna e i movimenti ambientalisti come l'inizio dello sfruttamento eccessivo delle risorse naturali, a cui si deve invece contrapporre uno sviluppo sostenibile. Il primitivismo (uno dei principali esponenti è John Zerzan) vede la civiltà come qualcosa che costringe gli esseri umani a vivere in modo innaturale, ad opprimere i più deboli e a danneggiare l'ambiente.

## Elenco di civiltà (secondo Toynbee e Huntington)
Tra le civiltà identificate nella storia dell'umanità:
- Dwarka (9-12.000 anni fa)
- Sumeri
- Babilonesi
- Egitto antico
- Ittiti
- Civiltà levantine (Siria, Fenici, Ebrei)
- Civiltà cretese
- Civiltà classica (Grecia antica, Roma antica)
- Veneti
- Celti
- Vichinghi
- Civiltà islamica
- Zimbabwe
- Civiltà della valle dell'Indo (Harappa)
- Civiltà indù (impero Maurya e impero Gupta)
- Civiltà cambogiana (impero Khmer)
- Srivijaya (isola di Sumatra)
- Civiltà Majapahit (isola di Giava)
- Civiltà cinese
- Civiltà mongola
- Giappone antico
- Cultura del Mississippi
- Civiltà precolombiane (Olmechi, Toltechi, Aztechi)
- Civiltà Maya
- Civiltà andine (Inca)
- Civiltà austronesiana (regno di Champa)
- Civiltà occidentale, secondo alcuni si distingue da questa la civiltà europea.
- Russia (Impero russo e Unione Sovietica) o secondo alcuni Comunismo (Unione Sovietica e Repubblica Popolare della Cina).
- Civiltà indiana
- Civiltà dei nativi americani (o indiani d'America, pellerossa)
- Civiltà giapponese
- Civiltà nuragica (Sardegna)